# Нерица (село)
Нерица (коми Неридз) — село в Усть-Цилемском районе Республики Коми России. Административный центр и единственный населённый пункт сельского поселения Нерица.

## История
В «Списке населённых мест Российской империи», изданном в 1861 году, населённый пункт упомянут как выселок Нерицкий Мезенского уезда (2-го стана), при реке Нерице, расположенный в 719 вёрстах от уездного города Мезень. В выселке насчитывалось 25 дворов и проживал 151 человек (78 мужчин и 73 женщины).
По состоянию на 1920 год, в деревне Нерицкой имелось 58 дворов и проживали 244 человека (102 мужчины и 142 женщины). В административном отношении деревня являлась центром Нерицкого общества Устьцилемской волости Печорского уезда.
В Нерице с 1933 года был в ссылке, 2 мая 1934 года скончался и был похоронен Виктор (Островидов), епископ Шадринский, викарий Свердловской епархии. 1 июля 1997 года святые мощи владыки после 63-летнего пребывания их в болотистой почве были обретены нетленными на кладбище Нерицы. Епископ Виктор причислен к лику святых новомучеников и исповедников Российских на Юбилейном Архиерейском соборе Русской православной церкви в августе 2000 года для общецерковного почитания.

## География
Село находится в северо-западной части Республики Коми, на правом берегу реки Нерицы, на расстоянии примерно 27 километров (по прямой) к юго-востоку от села Усть-Цильма, административного центра района. Абсолютная высота — 55 метров над уровнем моря.
Часовой пояс
Нерица, как и вся Республика Коми, находится в часовой зоне МСК (московское время). Смещение применяемого времени относительно UTC составляет +3:00.

## Население
| 2010 | 2012 | 2013 | 2014 | 2015 | 2016 | 2017 |
| ---- | ---- | ---- | ---- | ---- | ---- | ---- |
| 217  | ↘212 | ↗221 | ↘217 | ↘212 | →212 | ↗217 |
| 2018 | 2019 | 2020 | 2021 |      |      |      |
| →217 | ↗220 | ↘212 | ↘173 |      |      |      |

Гендерный состав
По данным Всероссийской переписи населения 2010 года в гендерной структуре населения мужчины составляли 56,7 %, женщины — соответственно 43,3 %.
Национальный состав
Согласно результатам переписи 2002 года, в национальной структуре населения русские составляли 90 % из 329 чел.

## Улицы
Уличная сеть села состоит из трёх улиц.